# Gheorghe Boghiu
Gheorghe Boghiu (n. 26 octombrie 1981, Năvîrneț, Fălești) este un fotbalist moldovean care evoluează la clubul FC Tiraspol pe postul de atacant.

## Palmares
Milsami Orhei
- Supercupa Moldovei: 2012

## Statistici
La 8 decembrie 2013
| Performanțe   | Performanțe   | Performanțe       | Campionat | Campionat | Cupă              | Cupă              | Continental | Continental | Total   | Total  |
| Sezon         | Club          | Campionat         | Meciuri   | Goluri    | Meciuri           | Goluri            | Meciuri     | Goluri      | Meciuri | Goluri |
| Moldova       | Moldova       | Moldova           | Campionat | Campionat | Cupa Moldovei     | Cupa Moldovei     | Europa      | Europa      | Total   | Total  |
| ------------- | ------------- | ----------------- | --------- | --------- | ----------------- | ----------------- | ----------- | ----------- | ------- | ------ |
| 2010–2011     | Milsami       | Divizia Națională | 31        | 26        | 0                 | 0                 | —           | —           | 31      | 26     |
| 2011–2012     | Milsami       | Divizia Națională | 2         | 0         | 0                 | 0                 | 2           | 0           | 4       | 0      |
| Azerbaijan    | Azerbaijan    | Azerbaijan        | Campionat | Campionat | Cupa Azerbaijanul | Cupa Azerbaijanul | Europa      | Europa      | Total   | Total  |
| 2011–2012     | AZAL PFC      | Yuksak Liga       | —         | —         | 27                | 5                 | 3           | 0           | 30      | 5      |
| Moldova       | Moldova       | Moldova           | Campionat | Campionat | Cupa Moldovei     | Cupa Moldovei     | Europa      | Europa      | Total   | Total  |
| 2012–2013     | Milsami       | Divizia Națională | 18        | 13        | 0                 | 0                 | 2           | 2           | 20      | 15     |
| 2013–2014     | Milsami       | Divizia Națională | 10        | 6         | 0                 | 0                 | 2           | 0           | 12      | 6      |
| Total         | Azerbaijan    | Azerbaijan        | —         | —         | 27                | 5                 | 3           | 0           | 30      | 5      |
| Total         | Moldova       | Moldova           | 61        | 45        | 0                 | 0                 | 6           | 2           | 67      | 52     |
| Total Carieră | Total Carieră | Total Carieră     | 61        | 45        | 27                | 5                 | 9           | 2           | 97      | 57     |